# Miramar (Buenos Aires)
Miramar is een plaats in het Argentijnse bestuurlijke gebied General Alvarado in de provincie Buenos Aires. De plaats telt 34.391 inwoners.

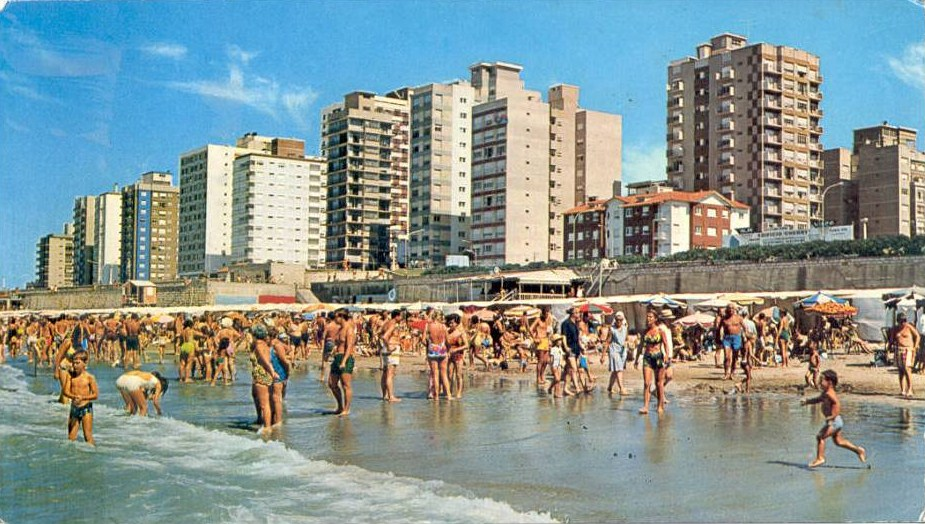
Strand van Miramar